# Volver a empezar
Volver a empezar är en spansk film från 1982, skriven och regisserad av José Luis Garci.
Den belönades med en Oscar i kategorin Bästa utländska film. Det var den första spanska filmen som fick det priset.

## Handling
Den kände författaren Antonio Albajara (Antonio Ferrandis) återkommer till hemstaden Gijón, efter att ha varit i Stockholm och mottagit Nobelpriset i litteratur. Albajara har i 40 års tid undervisat i medeltida litteratur vid University of California, Berkeley. Samtidigt har han skrivit böcker, som gjort honom världskänd. I hemstaden återförenas han med Elena, sin första stora kärlek, innan han gick i exil under Spanska inbördeskriget 1937. Han drabbas av en allvarlig dödlig sjukdom.

## Rollista
- Antonio Ferrandis - Antonio Albajara
- Encarna Paso - Elena
- Agustín González - Gervasio Losada
- José Bódalo - Roxu
- Marta Fernández Muro - Carolina
- Pablo Hoyos - Ernesto